# Dying gasp
Il dying gasp (letteralmente: sospiro del moribondo) è un messaggio o un segnale inviato da un dispositivo DSL Customer Premises Equipment (CPE) al Digital Subscriber Line Access Multiplexer (DSLAM), quando si verifica un'interruzione di alimentazione. Quando ad una interfaccia DSL manca alimentazione dalla rete elettrica essa deve reperire da una fonte alternativa al suo interno come una batteria o un grosso condensatore l'energia necessaria per emettere in linea il dying gasp in modo che il messaggio possa essere inviato senza alimentazione esterna. Il dying gasp inviato secondo queste modalità è un messaggio di fine sessione con l'elemento di rete in oggetto, che sarà in grado di essere ristabilita quando tornerà ad essere operativa l'alimentazione di rete, tramite una riqualificazione del modem.